# Uckley
Uckley ist ein Wohnplatz von Zernsdorf, einem Ortsteil der Stadt Königs Wusterhausen im Landkreis Dahme-Spreewald (Brandenburg). Die Siedlung wurde 1747/49 neu auf dem Gebiet des Amtes Storkow angelegt. Sie gehörte bis 1965 zur Gemeinde Kablow und wurde in diesem Jahr umgegliedert. Die Siedlung liegt am Nordufer des Ukleisees und hat ihren Namen von diesem See, jedoch in etwas abweichender Schreibweise.

## Lage
Der kleine Ort liegt südöstlich von Berlin im Landkreis Dahme-Spreewald. In der Nähe befinden sich das Autobahndreieck Spreeau und die Autobahnanschlussstelle 9 der A 10 (Niederlehme/Zernsdorf). Der Ort ist sehr waldreich und liegt am Ufer des Ukleisees, der über den Zernsdorfer Lankensee mit dem Krüpelsee verbunden ist. Uckley liegt nordöstlich der A 10 und ist mit einer Brücke über die Autobahn mit Kablow-Ziegelei und Zernsdorf verbunden.

## Geschichte
Der kleine Ort wurde 1747 erstmals erwähnt: bey der so genandten Uckeley Ablage bey Friedersdorff. Der Name ist sicher vom Ukleisee abgeleitet, der bereits 1375 erstmals in einer Urkunde genannt ist. Der Seename ist wiederum vom aus dem Slawischen stammenden Fischnamen Ukelei abgeleitet, (niedersorbisch: huklej).
1747 wollten die Holzhauer Johann Friedrich Kobisch und Johann Georg Schultz am sogenannten Uckley See in der Kablower Feldmark bei Friedersdorf ein Haus mit Garten bauen, und suchten um die Erlaubnis zum Erhalt eines Landstückes per Erbzinsverschreibung nach. Sie erhielten offensichtlich die Erlaubnis, denn 1754 wohnten dort zwei -Büdner. 1775 ist der Ort als Holzablage beschrieben, und es wohnten dort bereits drei Büdner in zwei Häusern, zwei davon in einem Mehrfamilienhaus. Friedrich August Bratring beschreibt Uckley 1801 als Etablissement mit drei Einliegern bei und zu Kablow gehörend. Es gab nun schon drei Feuerstellen. Die 18 Einwohner waren nach Kablow eingekircht. 1858 wohnten in den drei Wohnhäusern 24 Menschen. Daneben standen noch sechs Wirtschaftsgebäude. Zu den drei Häusern gehörten zusammen ein Morgen Gehöfte, 26 Morgen Acker und 10 Morgen Wiesen. Die Wiesen reichten immerhin aus um 15 Rinder zu halten. 1871 werden weiterhin drei Häuser genannt, aber jetzt mit 28 Einwohnern. Erst 1895 war ein viertes Wohnhaus hinzugekommen. Die Einwohnerzahl war aber auf 20 zurückgegangen. 1900 wurde der Schutzbezirk Uckley in der Königlichen Friedersdorfer Forst mit einer Försterstelle eingerichtet. 1905/06 erfolgte der Bau des Forstdienstgehöftes. Die Försterei gehörte aber zum Gutsbezirk Forstrevier Friedersdorf, der zum Amtsbezirk 23 Friedersdorfer Forst gehörte.

## Kommunale Zugehörigkeit
Die kleine Siedlung wurde auf dem Gebiet des Amtes Storkow angelegt. 1801, 1817 und 1841 musste der Erbzins weiter an das Amt Storkow entrichtet werden. Das Amt Storkow wurde 1872/74 aufgelöst. Kommunalpolitisch gehörte die Siedlung zu Kablow. Mit der Bildung der Amtsbezirke 1874 in der Provinz Brandenburg wurde Kablow mit seinen Wohnplätzen Ziegelei und Uckley dem Amtsbezirk 2 Friedersdorf des Kreises Beeskow-Storkow zugewiesen. Zum ersten Amtsvorsteher wurde Gutsbesitzer Eduard Hermann Riemeyer auf Blossin gewählt. 1929 wurde der Gutsbezirk Forstrevier Friedersdorf mit der Gemeinde Kablow vereinigt. 1931 waren Uckley und Forsthaus Uckley Wohnplätze der Gemeinde Kablow. 1950 war Uckley Wohnplatz von Kablow Ziegelei, die Försterei Uckley gehörte als Wohnplatz dagegen zu Wernsdorf. 1965 wurden Kablow Ziegelei und Uckley einschließlich des Forsthauses Uckleyder Gemeinde Zernsdorf übertragen. 2003 wurde Zernsdorf in die Stadt Königs Wusterhausen eingemeindet und ist seither ein Ortsteil, Uckley nun ein Wohnplatz im Ortsteil Zernsdorf der Stadt Königs Wusterhausen.

## Wirtschaft
Im Oktober 2016 gingen 10 Windkraftanlagen des Typs Nordex N131 mit einer Gesamtleistung von 33 Megawatt im Windpark Uckley-Nord in Betrieb. 2017 fand ein Windparkfest mit der offiziellen Eröffnung des Windpark Uckley-Nord statt. Der Windpark hat zwar den Namen des kleinen Wohnplatzes bekommen, liegt jedoch auf der Gemarkung Wernsdorf.

## Vereine
- Sportzentrum Uckley e. V.